# Pleroneura brunneicornis
Pleroneura brunneicornis är en stekelart som beskrevs av Sievert Allen Rohwer. Pleroneura brunneicornis ingår i släktet Pleroneura och familjen tallblomsteklar. Inga underarter finns listade i Catalogue of Life.